# Høgtunga
De Høgtunga is een berg behorende bij de gemeente Lom in de provincie Oppland in Noorwegen. De berg, gelegen in Nationaal park Jotunheimen, heeft een hoogte van 1676 meter.
De Høgtunga is onderdeel van het gebergte Jotunheimen.